# Verwaltungsgemeinschaft Bode-Holtemme

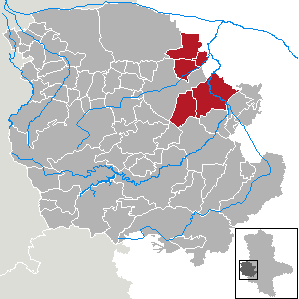
Lage der Verwaltungsgemeinschaft im Landkreis Harz

In der Verwaltungsgemeinschaft Bode-Holtemme aus dem Landkreis Harz in Sachsen-Anhalt waren fünf Gemeinden zur Erledigung ihrer Verwaltungsgeschäfte zusammengeschlossen. Die Verwaltungsgemeinschaft bestand aus zwei Teilen, die nordöstlich und südöstlich der Kreisstadt Halberstadt lagen. Ihr Sitz war in Wegeleben. Der Name leitete sich von den Flüssen Bode und Holtemme ab.

## Die Gemeinden mit ihren Ortsteilen
- Groß Quenstedt
- Harsleben
- Nienhagen
- Stadt Schwanebeck
- Stadt Wegeleben mit Adersleben, Deesdorf und Rodersdorf

## Geschichte
Die Verwaltungsgemeinschaft wurde am 1. Januar 2005 aus den aufgelösten Verwaltungsgemeinschaften Schwanebeck und Untere Bode gebildet. Auf einer Fläche von 127,88 km² lebten 8.880 Einwohner (Stand: 31. Dezember 2008). Letzter Verwaltungsleiter war Udo Haase.
Am 1. Januar 2010 wurde die Verwaltungsgemeinschaft aufgelöst. Zusammen mit den Gemeinden Ditfurt, Hausneindorf, Hedersleben, Heteborn und Wedderstedt aus der ebenfalls aufgelösten Verwaltungsgemeinschaft Ballenstedt/Bode-Selke-Aue wurde die Verbandsgemeinde Vorharz gegründet. Dabei wurde Nienhagen nach Schwanebeck eingemeindet.

## Wappen

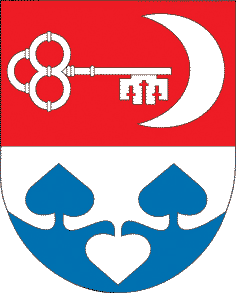
Wappen

Blasonierung: „Geteilt; oben balkenweise in Rot ein silberner Schlüssel mit einem aus Ringen zusammengesetzten Schließblatt und ein zunehmender silberner Mond, unten Silber über Blau im Lindenblattschnitt geteilt.“